# Bantik
Le bantik est une langue austronésienne parlée dans la province de Sulawesi du Nord dans l'île de Célèbes en Indonésie. Au nombre de 11 000, ses locuteurs habitent dans la région de Manado, la capitale de la province.

## Classification
Le bantik appartient aux langues sangiriques, un des sous-groupes rattachés, par Blust (1991), au groupe des langues philippines, avec le ratahan, le sangir, le sangil et le talaud.

## Vocabulaire
Exemples du vocabulaire de base du bantik :
| français | bantik    | Prononciation |
| -------- | --------- | ------------- |
| deux     | dua       |               |
| cinq     | lima      |               |
| eau      | ake       |               |
| feu      | putuŋ     |               |
| terre    | tana      |               |
| oreille  | tiŋkahia  |               |
| froid    | madalindi |               |
| grand    | bagay     |               |
| je       | iaʔ       |               |
| savoir   | matiho    |               |
| dire     | paŋuli    |               |
| gratter  | maŋukudu  |               |

## Sources
- (en) Liao, Hsiu-Chan, A Typology of First Person Dual pronouns and their Reconstructibility in Philippine Languages, Oceanic Linguistics, 47:1, pp. 1-29, 2008.
- (en) Sneddon, J.N, The Languages of Minahasa, North Celebes, Oceanic Linguistics, IX:1, pp. 11-36, 1970.